# Зубаревка (Сєверний район)
Зу́баревка (рос. Зубаревка) — присілок у складі Сєверного району Оренбурзької області, Росія.

## Населення
Населення — 2 особи (2010; 11 у 2002).
Національний склад (станом на 2002 рік):
- росіяни — 91 %